# Otilino Tenorio
Pour les articles homonymes, voir Tenorio.
Otilino Tenorio, de son nom complet Otilino George Tenorio Bastidas, né le 1er février 1980 à Guayaquil et mort le 7 mai 2005 près de Patricia Pilar, est un footballeur international équatorien évoluant au poste d'attaquant entre 1998 et 2005.
Tenorio compte 12 sélections pour 4 buts en équipe nationale entre 2002 et 2005. Il meurt à 25 ans à la suite d'un accident de la route.
Tenorio est surnommé « Spiderman » car, à chaque but marqué, il revêt un masque du super-héros en guise de célébration.

## Biographie

### Équipe nationale
Otilino Tenorio est convoqué pour la première fois par le sélectionneur national Hernán Darío Gómez pour un match amical face au Costa Rica le 16 octobre 2002 (1-1). Le 12 juin 2003 contre le Pérou, il marque son premier doubler en sélection (2-2).
Il compte 13 sélections et 5 buts avec l'équipe d'Équateur entre 2002 et 2005.

### Mort
Le 7 mai 2005, Tenorio est mort quand sa voiture est rentré dans un camion-citerne de carburant et de gaz sur la route entre les villes de Santo Domingo et Quevedo dans le hameau de Los Angeles près de la ville de Patricia Pilar dans la province de Los Ríos, à l'âge de 25 ans.
Durant la Coupe du monde 2006 en Allemagne, Iván Kaviedes, après avoir marqué le troisième but contre le Costa Rica, enfile un masque semblable à ceux portés par Tenorio afin de lui rendre hommage.

## Palmarès
- Avec l'Emelec :
  - Champion d'Équateur en 2001 et 2002

- Avec El Nacional :
  - Champion d'Équateur en 2005

## Statistiques

### Statistiques en club
Le tableau ci-dessous résume les statistiques en match officiel d'Otilino Tenorio durant sa carrière de joueur professionnel.
| Saison                | Club                  | Championnat           | Championnat | Championnat | Coupe(s) nationale(s) | Coupe(s) nationale(s) | Compétition(s) continentale(s) | Compétition(s) continentale(s) | Compétition(s) continentale(s) | Équateur | Équateur | Total | Total |
| Saison                | Club                  | Division              | M.          | B.          | M.                    | B.                    | Comp.                          | M.                             | B.                             | M.       | B.       | M.    | B.    |
| 1998                  | Emelec                | Serie A               | 9           | 2           | -                     | -                     | -                              | -                              | -                              | -        | -        | 9     | 2     |
| 1999                  | Emelec                | Serie A               | 32          | 9           | -                     | -                     | CL                             | 5                              | 0                              | -        | -        | 37    | 9     |
| 2000                  | Emelec                | Serie A               | 34          | 6           | -                     | -                     | CL                             | 5                              | 1                              | -        | -        | 39    | 7     |
| 2001                  | Emelec                | Serie A               | 11          | 2           | -                     | -                     | CL                             | 3                              | 0                              | -        | -        | 14    | 2     |
| 2001                  | Santa Rita            | Serie B               | -           | -           | -                     | -                     | -                              | -                              | -                              | -        | -        | 0     | 0     |
| 2002                  | Emelec                | Serie A               | 34          | 12          | -                     | -                     | CL                             | 4                              | 0                              | 2        | 0        | 40    | 12    |
| 2003                  | Emelec                | Serie A               | 22          | 12          | -                     | -                     | CL                             | 6                              | 3                              | 3        | 2        | 31    | 17    |
| 2003 - 2004           | Al Nasr Riyad         | Premier League        | -           | -           | -                     | -                     | -                              | -                              | -                              | 2        | 0        | 2     | 0     |
| 2004                  | El Nacional           | Serie A               | 11          | 3           | -                     | -                     | CL                             | 3                              | 0                              | -        | -        | 14    | 3     |
| 2005                  | El Nacional           | Serie A               | 8           | 10          | -                     | -                     | -                              | -                              | -                              | 5        | 2        | 13    | 12    |
| Total sur la carrière | Total sur la carrière | Total sur la carrière | 161         | 56          | -                     | -                     | -                              | 26                             | 4                              | 12       | 4        | 199   | 64    |

### Buts en sélection
Le tableau suivant liste les résultats de tous les buts inscrits par Otilino Tenorio avec l'équipe d'Équateur.